# Nørvang Herred
Nørvang Herred er det største herred i Vejle Amt. Herredet var oprindeligt delt i et Nørre- og et Sønderherred. I Kong Valdemars Jordebog hed det Wangshæreth, 1340: Wonghærith; i det 14. århundrede
kaldes det Nørre Herred; I middelalderen hørte det under Jellingsyssel. Fra 15.. til 1547 var herredet pantsat som et len, lenet opstod igen i en kort periode årene 1579-84, i 47 lagdes herredet til Koldinghus Len, fra 1660 Koldinghus Amt, indtil det i 1793 kom under Vejle Amt.
Nørvang Herred grænser mod øst til Hatting Herred, fra hvilket det til dels skilles ved Gjesager Å og dens tilløb Skjærbæk, mod syd ligger det inderste af Vejle Fjord og Tørrild Herred, fra hvilket det på et stykke skilles ved Grejs Å, mod sydvest til Ribe Amt (Slavs Herred), mod vest og nord til Ringkjøbing Amt (Nørre Horne- og Hammerum Herred) og mod nordøst til Aarhus Amt (Vrads- og Nim Herred); på en del af nord- og nordøstgrænsen løber Skjern Å og Gudenå.
I herredet ligger købstaden Vejle og følgende sogne:
- Blåhøj Sogn
- Brande Sogn
- Bredballe Sogn (Ej vist på Kort)
- Filskov Sogn
- Give Sogn
- Givskud Sogn
- Grejs Sogn
- Hornstrup Sogn
- Hvejsel Sogn
- Langskov Sogn
- Nørremarks Sogn (Ej vist på Kort)
- Ringive Sogn
- Sindbjerg Sogn
- Sønder Omme Sogn
- Thyregod Sogn
- Uldum Sogn
- Vester Sogn
- Vindelev Sogn
- Øster Nykirke Sogn
- Øster Snede Sogn

Tidligere hørte en del af Tørring Sogn til herredet, men i 1852 blev det flyttet til Vrads Herred, som resten af sognet også hørte til.